# Raymond Briggs
Raymond Redvers Briggs CBE (Wimbledon, 18 gennaio 1934 – Brighton, 9 agosto 2022) è stato un illustratore, fumettista e scrittore britannico.

## Biografia

### Giovinezza
Nato a Wimbledon (allora parte della contea inglese del Surrey), da Ernest Redvers Briggs (1900–1971), di mestiere lattaio, e da Ethel Bowyer (1895–1971), un'ex cameriera per signora divenuta casalinga, che si erano sposati nel 1930. 
Frequentò la Rutlish School, allora una grammar school, iniziando già in tenera età a disegnare vignette, nonostante i tentativi di suo padre di scoraggiarlo da quest'attività non redditizia, quindi dal 1949 al 1953 la Wimbledon School of Art per studiare pittura, e la Central School of Art per studiare tipografia.
Dal 1953 al 1955, fece parte del Royal Corps of Signals a Catterick dove fu istruito come disegnatore tecnico. Dopo due anni di servizio militare, tornò agli studi di pittura alla Slade School of Fine Art dell'University College di Londra, diplomandosi nel 1957.

### Carriera artistica
Dopo aver esercitato la pittura per breve tempo, divenne un illustratore professionista e presto iniziò a lavorare a libri per l'infanzia. Nel 1958, illustrò Peter and the Piskies: Cornish Folk and Fairy Tales, un'antologia di fiabe curata da Ruth Manning-Sanders che fu pubblicata dall'Oxford University Press. Essi collaborarono anche per lo Hamish Hamilton Book of Magical Beasts (Hamilton, 1966). Nel 1961, Briggs iniziò a insegnare a tempo parziale tecniche dell'illustrazione alla Brighton School of Art, continuando fino al 1986. Nel 1964 fu in concorso per la Kate Greenaway Medal (Fee Fi Fo Fum, una raccolta di nursery rhymes) e nel 1966 vinse la medaglia per aver illustrato un'edizione dei Racconti di Mamma Oca pubblicata dalla Hamilton.
I primi tre lavori importanti scritti e illustrati da Briggs erano in formato di fumetto più che in testo accompagnato da immagini come avviene tipicamente nei libri per bambini; furono tutti pubblicati dalla Hamish Hamilton. Babbo Natale (Father Christmas, 1973) e il suo seguito Babbo Natale va in vacanza (Father Christmas Goes on Holiday, 1975) presentano entrambi uno stizzoso Babbo Natale che si lamenta continuamente della maledetta neve". Per Babbo Natale vinse il suo secondo premio Greenaway. Anni dopo, furono entrambi adattati in un film intitolato Father Christmas. Il terzo fumetto fu Fungus the Bogeyman (1977), che mostra un giorno nella vita lavorativa di un "uomo nero" il cui lavoro consiste nel far paura agli esseri umani.
Il pupazzo di neve (The Snowman, Hamilton, 1978) è interamente senza parole, e le sue illustrazioni sono realizzate esclusivamente con matite colorate.
Briggs disse che Il pupazzo di neve fu in parte ispirato dal suo precedente libro Fungus the Bogeyman: "Per due anni lavorai a Fungus, sepolto tra fango, melma e parole così... volevo fare qualcosa che fosse pulito, piacevole, fresco, senza parole e veloce." Per questo lavoro Briggs fu in lizza per ottenere la sua terza Greenaway Medal.
Nello stesso anno ne uscì un'edizione americana per la Random House, grazie alla quale Briggs vinse il Boston Globe–Horn Book Award, nella categoria libri illustrati. Nel 1982, fu adattato dalla rete televisiva britannica Channel 4 in un cartone animato, che fu nominato agli Oscar ed è stato trasmesso ogni anno (tranne che nel 1984) dalla televisione britannica. La vigilia di Natale del 2012 il trentesimo anniversario dell'originale fu celebrato con la messa in onda del sequel The Snowman and the Snowdog.
Briggs continuò a lavorare con forme simili, ma un contenuto più adulto, in Gentleman Jim (1980), un severo sguardo sui problemi dei proletari Jim e Hilda Bloggs, personaggi basati sui suoi genitori. When the Wind Blows (1982) confrontava la fiduciosa e ottimista coppia dei Bloggs con gli orrori della guerra atomica, e fu lodato alla Camera dei Comuni per le sue attualità e originalità. L'argomento fu ispirato all'autore dopo che questi ebbe visto un documentario della serie Panorama sui piani da attuare in caso di emergenza nucleare, e il formato particolarmente denso della pagina fu ispirata da un'edizione svizzera in miniatura di Babbo Natale. Questo libro fu adattato in un radiodramma con Peter Sallis nel ruolo maschile principale, e successivamente in un film d'animazione, con le voci di John Mills e Peggy Ashcroft. The Tin-Pot Foreign General and the Old Iron Woman (1984) fu una feroce denuncia della Guerra delle Falkland. Briggs continuò a creare storie umoristiche per bambini, in lavori come la serie Unlucky Wally e L'orso (The Bear).

### Vita privata
Sua moglie Jean, sofferente di schizofrenia, morì di leucemia nel 1973, due anni dopo le morti dei genitori di lui. Non avevano figli.
Briggs visse dal 2010 in una piccola casa a Westmeston, nel Sussex; a causa del disordine e della mancanza di luce, mantenne un'abitazione separata da quella della sua compagna di lunga data Liz, e dei figli e nipoti di lei. Liz morì nell'ottobre del 2015 dopo aver sofferto della malattia di Parkinson. Briggs continuò a lavorare fino in tarda età nel campo della scrittura e dell'illustrazione. Morì di polmonite al Royal Sussex County Hospital di Brighton il 9 agosto 2022, all'età di 88 anni.

## Premi e riconoscimenti
Briggs vinse nel 1992 il Kurt Maschler Award, chiamato anche "Emil", per avere scritto e illustrato The Man, un breve romanzo grafico che ha personaggi un ragazzo e un homunculus.
Il suo romanzo grafico Ethel & Ernest, che ritrae il più che quarantennale matrimonio dei suoi genitori, vinse il British Book Awards nel 1999 come miglior libro illustrato. Nel 2016, fu adattato in un film d'animazione disegnato a mano. Nel 2012, fu la prima persona inclusa nella British Comic Awards Hall of Fame.
Nel 2014, Briggs ricevette il Phoenix Picture Book Award dalla Children's Literature Association per L'orso (1994).
Ha vinto inoltre diversi premi per lavori particolari.
- 1966 Kate Greenaway Medal, per The Mother Goose Treasury[3]
- 1973 Kate Greenaway Medal, per Father Christmas[3]
- 1977 Francis Williams Award for Illustration (Victoria and Albert Museum), per Father Christmas
- 1979 Boston Globe–Horn Book Award (USA), per The Snowman
- 1979 Silver Pen Award (Paesi Bassi)
- 1982 Children's Rights Workshop Other Award
- 1982 Francis Williams Award for Illustration, per The Snowman
- 1992 Kurt Maschler Award, per The Man[14]
- 1992 Children's Author of the Year, British Book Awards[17]
- 1998 Illustrated Book of the Year, British Book Awards, per Ethel & Ernest
- 2012 British Comic Awards Hall of Fame
- 2014 Phoenix Picture Book Award per The Bear[16]

## Opere
- Peter and the Piskies: Cornish Folk and Fairy Tales (Oxford, 1958), narrate da Ruth Manning-Sanders
- Ring-a-ring o' Roses (Hamish Hamilton, 1962) — raccolta di nursery rhymes
- Fee Fi Fo Fum (1964) — raccolta di nursery rhymes
- The Mother Goose Treasury (Hamilton, 1966), da I racconti di Mamma Oca — vincitore della Kate Greenaway Medal[3]
- The Christmas Book (1968), di James Reeves
- Shackleton's Epic Voyage (1969), di Michael Brown
- Jim and the Beanstalk (1971)
- Babbo Natale (Father Christmas) (1973) — vincitore della Kate Greenaway Medal[3]
- Babbo Natale va in vacanza (Father Christmas Goes on Holiday) (1975)
- Fungus the Bogeyman (Hamilton, 1977)
- Il pupazzo di neve (The Snowman) (1978), senza testo
- Gentleman Jim (1980)
- Quando soffia il vento (When the Wind Blows) (1982) — seguito di Gentleman Jim
- The Tin-Pot Foreign General and the Old Iron Woman (Hamilton, 1984)
- All in a Day (Philomel Books, 1986), scritto da Mitsumasa Anno, illustrato da Anno ed altri
- Unlucky Wally (1987)
- Unlucky Wally 20 Years On (1989)
- The Man (1992)
- L'orso (The Bear) (1994)
- Ethel & Ernest: A True Story (Jonathan Cape, 1998)
- Ug: il piccolo genio dell'età della pietra vuole i calzoncini nuovi (Ug: Boy Genius of the Stone Age and His Search for Soft Trousers) (Jonathan Cape, 2001)
- The Adventures of Bert, di Allan Ahlberg (2001)
- A Bit More Bert, di Allan Ahlberg (2002)
- The Puddleman (2004)
- Notes from the Sofa (Unbound, 2015)

## Adattamenti delle opere di Briggs
- Il pupazzo di neve (The Snowman, 1982)
- When the Wind Blows (dramma, 1983) Little Theatre, Bristol e Whitehall Theatre, Londra.
- Quando soffia il vento (When the Wind Blows, 1986)
- Father Christmas (1991)
- The Bear (1998)
- Ivor the Invisible (2001)
- Fungus the Bogeyman (2004)
- Gentleman Jim (radiodramma, 1998) BBC Radio 4 Afternoon Play, 4 May 2008
- Father Christmas adattato per il palcoscenico dalle Pins and Needles Productions al Lyric Hammersmith, 2012
- Fungus the Bogeyman (2015). Miniserie televisiva in tre parti, con Timothy Spall e Victoria Wood trasmessa su Sky1 dal 27 al 29 December 2015.[19][20]
- Ethel & Ernest (2016)